# حملة المرأة في الهندسة والعلوم
تشجع حملة المرأة في العلوم والهندسة WISE النساء والفتيات على تقييم واتباع مقررات تتعلق بالعلوم والتكنولوجيا والهندسة والرياضيات في المدرسة أو الكلية والعمل في المجالات المهنية المتصلة. تهدف الحملة إلى تسهيل فهم هذه التخصصات بين النساء والفتيات وتقديم الفرص لتأهيليهن على المستوى المهني.

## تأسيس الحملة
بدأت الحملة في 17 يناير 1984، برئاسة البارونة بلات أوف ريتل، وهي مهندسة ميكانيكية مؤهلة، حيث شكلت النساء 7٪ من المهندسين المتخرجين و 3٪ من المهندسين الخبراء في المملكة المتحدة. تأسست الحملة في شكل تعاون بين المجلس الهندسي ولجنة تكافؤ الفرص، وكان يُنظر إليها في الأصل على أنها حملة لمدة عام واحد بعنوان «المرأة في العلوم والهندسة» WISE'84.

## أنشطة الحملة
يتمثل أحد الأهداف الرئيسية لحملة المرأة في العلوم والهندسة WISE في الاستماع إلى الطلاب والنساء المؤهلات أو العاملات في هذه القطاعات، وفهم آراءهن والتعبير عنها للمؤسسات الأكاديمية وصانعي السياسات وأصحاب العمل. تعمل الحملة بشكل خلّاق مع وكالات التوصيل وغيرها، وتقدم نماذج وأدوات ونُهج لدعمها في مواجهة النهج التقليدية، لإثبات المشاركة العادلة. تحارب حملة المرأة في العلوم والهندسة WISE الصور النمطية للجنسين للحصول على المزيد من الفتيات والنساء المشاركات في المهن التي كان من المستحيل أن تشارك بها المرأة في يوم من الأيام.
تعمل حملة المرأة في العلوم والهندسة WISE في جميع أنحاء المملكة المتحدة، مع لجان متخصصة في ويلز وأيرلندا الشمالية واسكتلندا. بمشاركة المتطوعين من الصناعة والمنظمات ذات الصلة، كما يحضرون اجتماعات لجان الحملة المختلفة وينفذون مشاريعها.
أصبح مركز المملكة المتحدة للموارد للمرأة في العلوم والهندسة والتكنولوجيا UKRC - وهي منظمة متخصصة في المساواة بين الجنسين في العلوم والهندسة والتكنولوجيا - في عام 2011 جزءًا من حملة المرأة في العلوم والهندسة WISE. تعتبر الحملة السيدة جوليا هيجينز وكيت بيلينجهام وجوانا كينيدي رعاتها. تُوفي رئيس الحملة ومؤسسها البارون بلات من ريتل في 1 فبراير 2015 عن عمر يناهز 91 عامًا. خلفه في رئاسة الحملة جيس وايد وكان له دور فعال في زيادة تمثيل النساء وتعزيز الباحثين في بداية حياتهم المهنية.

## المقر
يقع مقر الحملة الرئيسي في كلية ليدز للبناء، على الرغم من أن المقر كان في مركز المملكة المتحدة للموارد للمرأة في العلوم والهندسة والتكنولوجيا UKRC في برادفورد.

## روابط خارجية
- WISE Campaign
- UK Parliament Business, Innovation and Skills Committee: Written evidence submitted by the Women into Science and Engineering (WISE) Campaign 11 Oct 2012
- Ingenia March 2010, issue 42 pp 48–50 "Engaging girls in engineering"